# Sidi Uarsig
Sidi Uarsig (en francés: Sidi Ouarzeg) es una localidad marroquí perteneciente al municipio de Mesti, en la región Guelmim-Río Noun. Desde 1934 hasta 1969 perteneció al territorio español de Ifni.